# Unholy Confessions
Unholy Confessions è il primo singolo del gruppo musicale statunitense Avenged Sevenfold, pubblicato il 2 agosto 2004 come unico estratto dal secondo album in studio Waking the Fallen.

## Pubblicazione
Nonostante non fosse stato concepito inizialmente come il "singolo dell'album", Unholy Confessions venne scelto dal gruppo per la realizzazione di un video ufficiale e la promozione in radio quando, al cambio di etichetta dalla Hopeless Records alla Warner Bros. Records, gli venne chiesto di scegliere un brano per promuovere le vendite di Waking the Fallen prima della pubblicazione del loro terzo album City of Evil. Il brano è uno dei più celebri del gruppo e anche dopo anni è rimasta traccia fissa delle loro setlist dal vivo.
Il singolo è stato ripubblicato in formato vinile in occasione del Record Store Day tenutosi il 17 aprile 2010.

## Tracce
CD promozionale
1. Unholy Confessions – 4:50

Vinile 12"
- Lato A

1. Unholy Confessions – 4:43
2. Eternal Rest – 5:12

- Lato B

1. Eternal Rest (Live)

## Formazione
Gruppo
- M. Shadows – voce
- Synyster Gates – chitarra solista, pianoforte
- Zacky Vengeance – chitarra
- Johnny Christ – basso
- The Rev – batteria

Altri musicisti
- Scott Gilman – arrangiamenti orchestrali